# Предел Бекенштейна
В физике, предел Бекенштейна — это верхний предел энтропии S, или количества информации I, которые могут содержаться в заданной ограниченной области пространства, имеющей конечное количество энергии; либо, с другой стороны, максимальное количество информации, необходимое для идеального описания заданной физической системы вплоть до квантового уровня. Это подразумевает, что информация о физической системе, или информация, необходимая для идеального описания системы, должна быть конечной, если система занимает конечное пространство и имеет конечную энергию. С точки зрения информатики это означает, что имеется максимум скорости обработки информации (предел Бремерманна) для физической системы, которая имеет конечные размеры и энергию, и что машина Тьюринга с конечными физическими размерами и неограниченной памятью физически нереализуема.
Бекенштейн показал, что максимум энтропии, связанный с телом, достигается при превращении его в чёрную дыру. Другими словами, при достижении предела Бекенштейна носитель информации совершает гравитационный коллапс, превращаясь в чёрную дыру.

## Формулы
Универсальная формулировка ограничения была первоначально открыта Яаковом Бекенштейном как неравенство
{\displaystyle S\leqslant {\frac {2\pi kRE}{\hbar c}},}
где S — энтропия, k — постоянная Больцмана, R — радиус сферы, охватывающей данную систему, Е — суммарная масса-энергия, включая массу покоя, ħ — приведённая постоянная Планка, а c — скорость света. Несмотря на существенную роль гравитации, выражение не содержит гравитационной постоянной G.
В применении к информации, ограничение формулируется в виде
{\displaystyle I\leqslant {\frac {2\pi RE}{\hbar c\ln 2}},}
где I — количество информации, выраженное как число битов, содержащихся в квантовых состояниях в сфере. Множитель ln 2 происходит от определения количества информации как логарифма по основанию 2 от числа квантовых состояний ({\displaystyle I=log_{2}O}). Используя эквивалентность массы и энергии, информационный предел может быть переформулирован как
{\displaystyle I\leqslant {\frac {2\pi cRm}{\hbar \ln 2}}\approx 2{,}5769082\cdot 10^{43}mR,}
где m — масса системы в килограммах, а радиус R выражен в метрах.

## Происхождение
Бекенштейн вывел предел, исходя из эвристических аргументов, касающихся чёрных дыр. Если существует система, нарушающая предел, то есть имеющая избыток энтропии, тогда, как утверждал Бекенштейн, можно было бы нарушить второй закон термодинамики, опустив систему в чёрную дыру. В 1995 году Тед Джекобсон показал, что уравнения Эйнштейна (уравнения гравитационного поля в общей теории относительности) могут быть выведены из предположения об истинности предела Бекенштейна и законов термодинамики. Однако, несмотря на ряд предложенных аргументов, которые показывали, что в той или иной форме предел неизбежно должен существовать для взаимной непротиворечивости законов термодинамики и общей теории относительности, точная формулировка предела была предметом дискуссий.

## Примеры

### Чёрные дыры
Вычисляемая по формуле Бекенштейна и Хокинга энтропия трёхмерных чёрных дыр точно насыщает предел Бекенштейна:
{\displaystyle r_{s}={\frac {2GM}{c^{2}}},}
{\displaystyle A=4\pi r_{s}^{2}={\frac {16\pi G^{2}M^{2}}{c^{4}}},}
{\displaystyle l_{P}^{2}=\hbar G/c^{3},}
{\displaystyle S={\frac {kA}{4l_{P}^{2}}}={\frac {4\pi kGM^{2}}{\hbar c}},}
где k — постоянная Больцмана, A — двумерная площадь горизонта событий чёрной дыры в единицах планковской длины, {\displaystyle l_{P}^{2}=\hbar G/c^{3}}.
Предел тесно связан с термодинамикой чёрных дыр, голографическим принципом и голографическим пределом Буссо в квантовой гравитации и может быть выведен из предполагаемой сильной формы последнего.

### Человеческий мозг
В среднем человеческий мозг обладает массой 1,5 кг и объёмом 1,26 л. Если мозг аппроксимировать сферой, её радиус будет 6,7 см.
Предел Бекенштейна для количества информации в таком случае составит около {\displaystyle 2{,}6\cdot 10^{42}} бит, что представляет максимальное количество информации, необходимое для полного воссоздания среднего человеческого мозга вплоть до квантового уровня, а количество {\displaystyle O=2^{I}} квантовых состояний человеческого мозга должно быть примерно {\displaystyle 10^{7{,}8\cdot 10^{41}}}.